# Uniwersytet Segedyński
Uniwersytet Segedyński, Uniwersytet w Segedynie (węg. Szegedi Tudományegyetem) – węgierska uczelnia publiczna z główną siedzibą w Segedynie, akademickim mieście na południu kraju.

## Uczelnia w rankingach
Uniwersytet Segedyński został uznany najlepszą uczelnią Węgier według Akademickiego Rankingu Uniwersytetów Świata w roku 2003, 2004, 2005. Uzyskał pozycję 200–300 na świecie. Z Węgier jeszcze jedna uczelnia znalazła się wśród 500 najlepszych uniwersytetów świata: Uniwersytet Loránda Eötvösa w Budapeszcie (między 301 a 400).

## Krótka historia

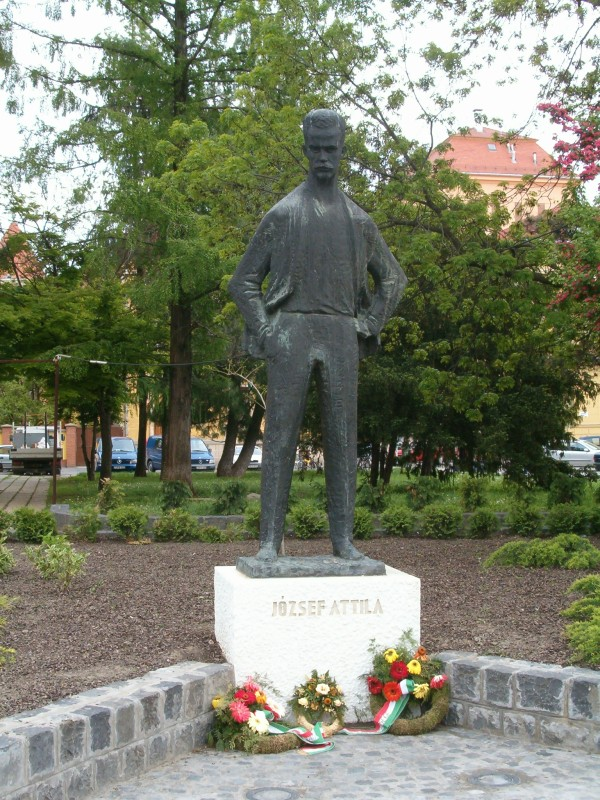
Pomnik Józsefa Attili na Dugonics tér (placu Andrása Dugonicsa), obok uczelni

- 1872 – Założenie szkoły wyższej w Kolozsvárze (obecnie Kluż-Napoka).
- 1919 – Po zajęciu (na mocy traktatu z Trianon) Siedmiogrodu przez Rumunię uczelnię przeniesiono do Budapesztu.
- 1921 – Uczelnię przeniesiono do Segedyna.
- 1937 – Albert Szent-Györgyi z Wydziału Lekarskiego otrzymał Nagrodę Nobla za zidentyfikowanie witaminy C (1933) w papryce i odkrycie witaminę P (1936).
- 1940 – Po odzyskaniu Siedmiogrodu przez Węgry (na mocy drugiego arbitrażu wiedeńskiego) uczelnia powróciła do Kolozsváru.
- 1945 – Po ponownej utracie Siedmiogrodu na rzecz Rumunii uczelnię odtworzono w Segedynie.
- 1951 – Wydział Medyczny został oddzielony od uniwersytetu.
- 1962 – Uniwersytet przyjął nazwę József Attila Tudományegyetem (JATE).
- 2000 – Połączenie pięciu miejskich uczelni (w tym JATE) w jedną instytucję, pod nazwą „Uniwersytet Segedyński”.

### Zmiany nazwy
- Kolozsvári Tudományegyetem (Kluż-Napoka, 1872–1881)
- Ferenc József Tudományegyetem (Kluż-Napoka, 1881–1919)
- Ferenc József Tudományegyetem (Budapeszt, 1919–1921)
- Ferenc József Tudományegyetem (Segedyn, 1921–1940)
- Ferenc József Tudományegyetem (Kluż-Napoka, 1940–1945)
- Szegedi Tudományegyetem (Segedyn, 1945–1962)
- József Attila Tudományegyetem (Segedyn 1962–1999)
- Szegedi Tudományegyetem (Segedyn, od 2000)

## Wydziały
Uniwersytet Segedyński ma 11 wydziałów: w Segedynie, Kecskemét, Hódmezővásárhely i Budapeszcie. Między innymi są to wydziały: Rolniczy, Ochrony Zdrowia, Nauk o Żywności, Filologiczny, Nauk Ekonomicznych, Prawa i Administracji, Lekarski, Muzyczny, Farmaceutyczny, Nauk Przyrodniczych oraz Wydział Pedagogiczny im. Gyuli Juhásza.
Na Wydziale Prawa i Administracji wykłady odbywają się także w językach obcych (francuskim, niemieckim i amerykańskim angielskim), w ramach programów dyplomowych Uniwersytetu Paryskiego w Nanterre oraz Uniwersytetu w Toledo). Po angielsku i niemiecku prowadzone są również zajęcia na Wydziale Lekarskim i Farmaceutycznym dla Obcokrajowców.

## Biblioteka
W 2004 grudnia otwarto nową bibliotekę, nazwaną József Attila Tanulmányi és Információs Központ. Położony na placu Endrego Adyego nowoczesny budynek mieści około 2 miliony woluminów. Oprócz sal komputerowych ma także miejsca na różnego rodzaju konferencje (w głównej sali mieści się 700 osób). Jest jedną z największych bibliotek uniwersyteckich Europy Środkowo-Wschodniej (24 942 m²)

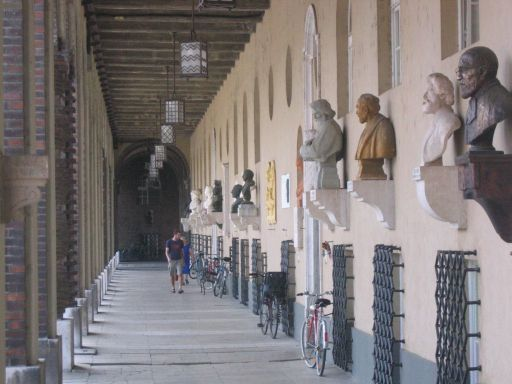
Panteon przy Dóm tér (placu Katedralnym)

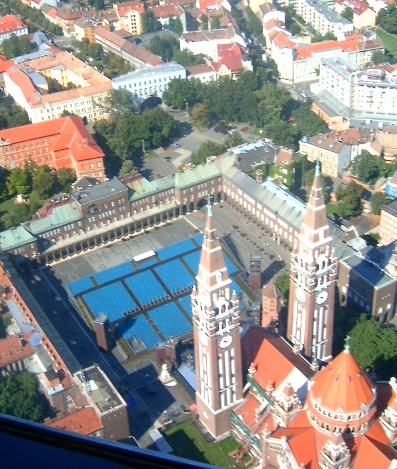
Widok na uniwersytet i kościół wotywny

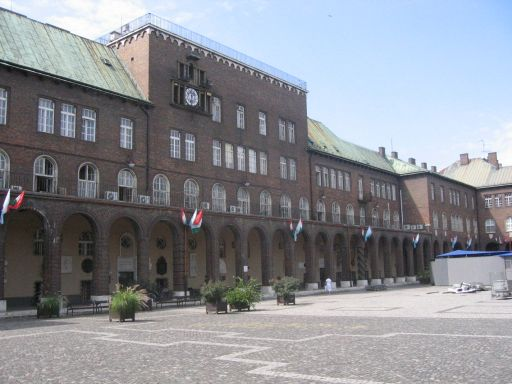
Gmach uniwersytetu przy Dóm tér

## Osoby związane z Uniwersytetem Segedyńskim
Z uczelnią związani są między innymi: József Baló, Zoltán Lajos Bay, István Bibó, Zsolt Bor, Alfréd Haar, Attila József, Gyula Juhász, János Martonyi, Miklós Radnóti, Riesz Frigyes, Brúnó Ferenc Straub, Albert Szent-Györgyi, Antal Szerb.